# جون والتر سميث
جون والتر سميث (بالإنجليزية: John Walter Smith)‏ هو سياسي أمريكي، ولد في 5 فبراير 1845 بمقاطعة ورسستر في الولايات المتحدة، وتوفي في 19 أبريل 1925 ببالتيمور في الولايات المتحدة. حزبياً، نشط في الحزب الديمقراطي. وقد انتخب حاكم ماريلاند ‏ وانتخب عضو مجلس النواب الأمريكي وانتخب عضو مجلس الشيوخ الأمريكي.